# Klara kyrkas tornur

Klara kyrkas tornur finns i Klara kyrka på Norrmalm i Stockholm. Med kyrkans centrala läge och tornets höga höjd syns uret över stora delar av Stockholms innerstad, såväl dag- som nattetid. 
| Klara kyrkas tornur på dagen och på natten. |  | Klara kyrkas tornur på dagen och på natten. |
| Klara kyrkas tornur på dagen och på natten. |  |                                             |

## Första urverket
Om det äldsta urverket berättade prästen och historikern Jöran Nordberg bland annat: År 1648 är det första Urwärcket som varit här wid Kyrkan, gjordt i Åbo af Mäster Lorents Mejer hvilken ock själf har öfwerfördt och uppsatt: men Protocollet tillika berätter, har det ej warit af särdeles fasthet. Det rörde sig om ett ur med slagklocka för enbart timslag, själva klockan tillverkades 1649 på Meyerska styckgjuteriet i Stockholm. År 1660 byttes urverket ut mot ett nytt, som efter Slottet Tre Kronors brand 1697 kompletterades med ett fjärdedels-slagverk. Vid den tiden var det enbart Slottet Tre kronor som hade slagverk för fjärdedelstimmar, men det hade tystnad genom slottsbranden och Klara kyrkas kyrkoråd beslöt då att kyrkans tornur skulle överta den funktionen.

## Nuvarande urverket
Nuvarande urverk drivs elektriskt och installerades 1966 av törebodaföretaget Westerstrand & Söner. Kyrkans äldre urverk är bortkopplat men står kvar. Det levererades i slutet av 1880-talet i samband med Helgo Zettervalls restaurering 1884–1886, då tornet uppfördes till sin nuvarande höjd. Leverantör var den renommerade Linderoths urfabrik och uret hade tillverkats i firmans tornursverkstad vid Drottninggatan 28. 
Klara kyrkas tornur var Claes Gustaf Schweders konstruktion. Schweder var verkmästare vid Lindetroths urfabrik och räknades till sin tids främste konstruktörer av ur och precisionsinstrument. Urvektet för Klara kyrka hade en av Schweder förbättrad  grahamgång (en precisionsgång för pendelur) med konstant kraft. Det innebar att exempelvis vindtryck på de stora visarna inte inverkade på den kraft som tillfördes av verket.
För att alla fyra ur (ett i varje väderstreck) skall gå synkront styrs samtliga genom drivaxlar och en växel av ett och samma urverk. Det innebär även att samtliga fyra ur visar fel eller stannar om verket skulle krångla. Urverket finns i ett litet rum högst upp i tornet ovanför kyrkklockorna och strax under tornhuven. Urtavlorna är av klarglas och belyses nattetid inifrån. Siffrorna är svarta och visarna är förgyllda.
Många kyrkor runtom i Sverige har ett tornur från Linderoths, exempelvis Storkyrkan, Maria Magdalena kyrka och Sofia kyrka, samtliga i Stockholm, Skara domkyrka, Göteborgs domkyrka, Uppsala domkyrka samt Kristina kyrka i Västerås. Linderoths första tornur beställdes 1853 av Oscar II till Tullgarns slott.

## Bildgalleri

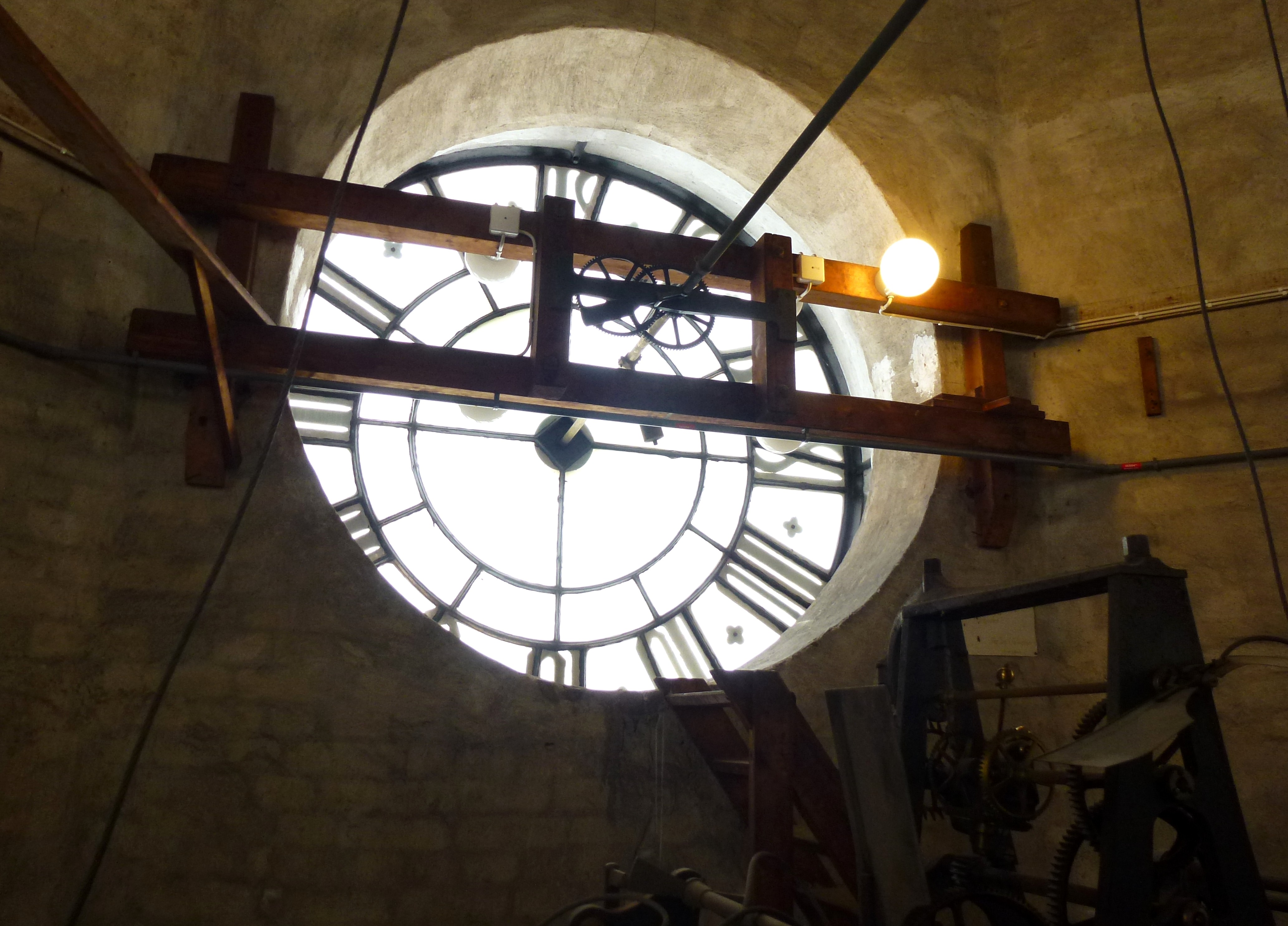
Urtavlan inifrån
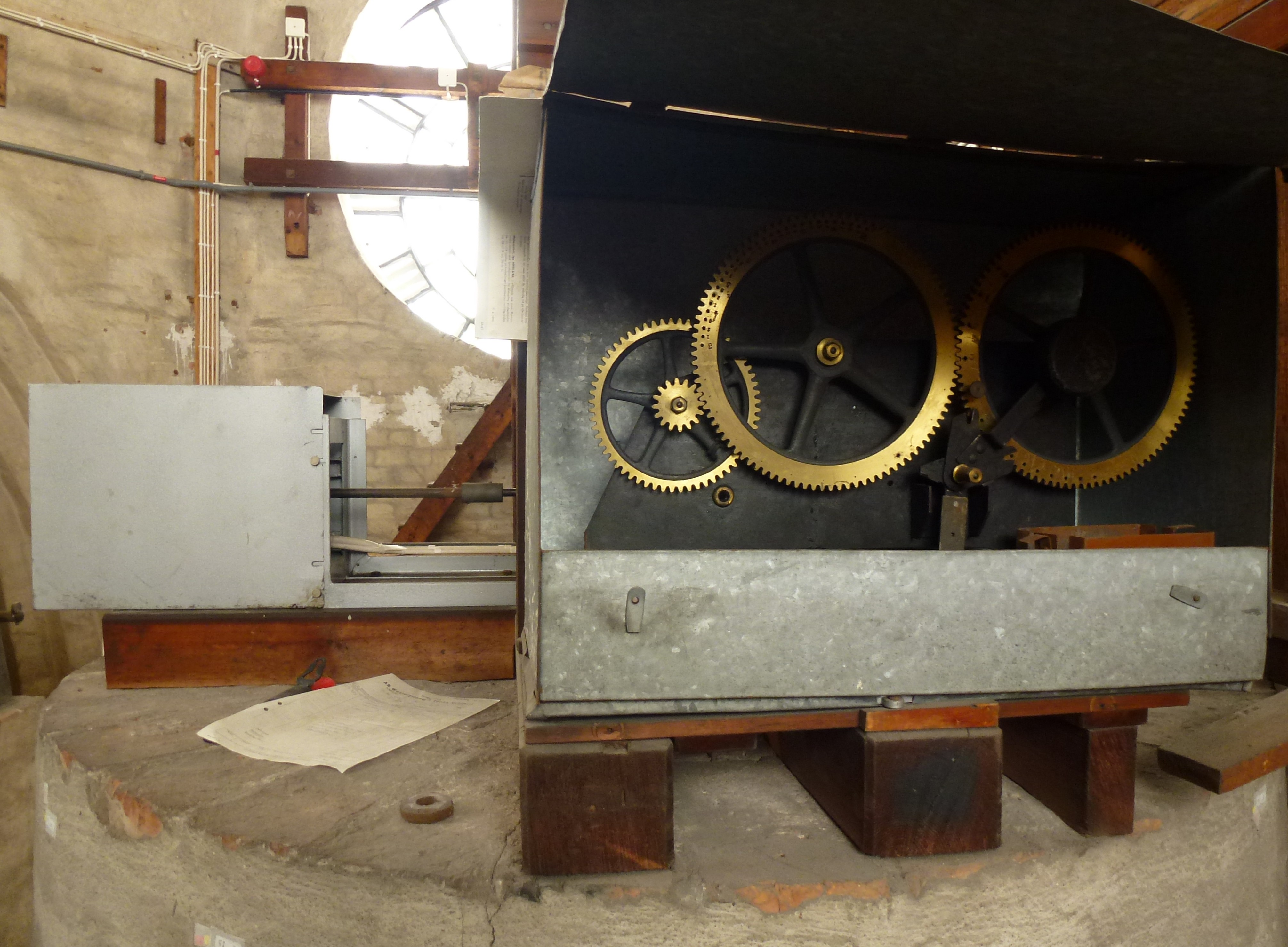
Nuvarande elektriska verket
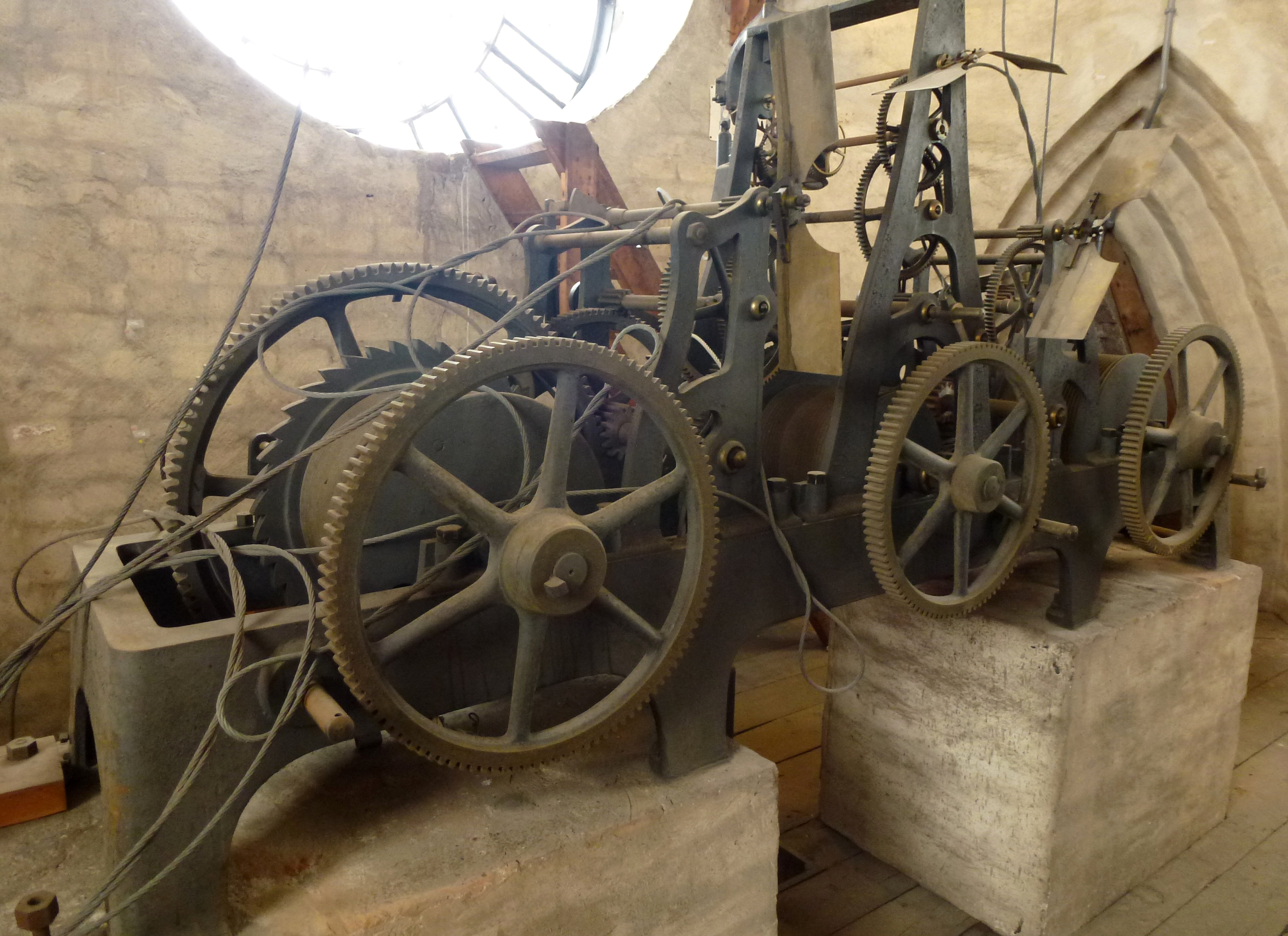
Linderoths verk, lintrumman för lodet syns till vänster
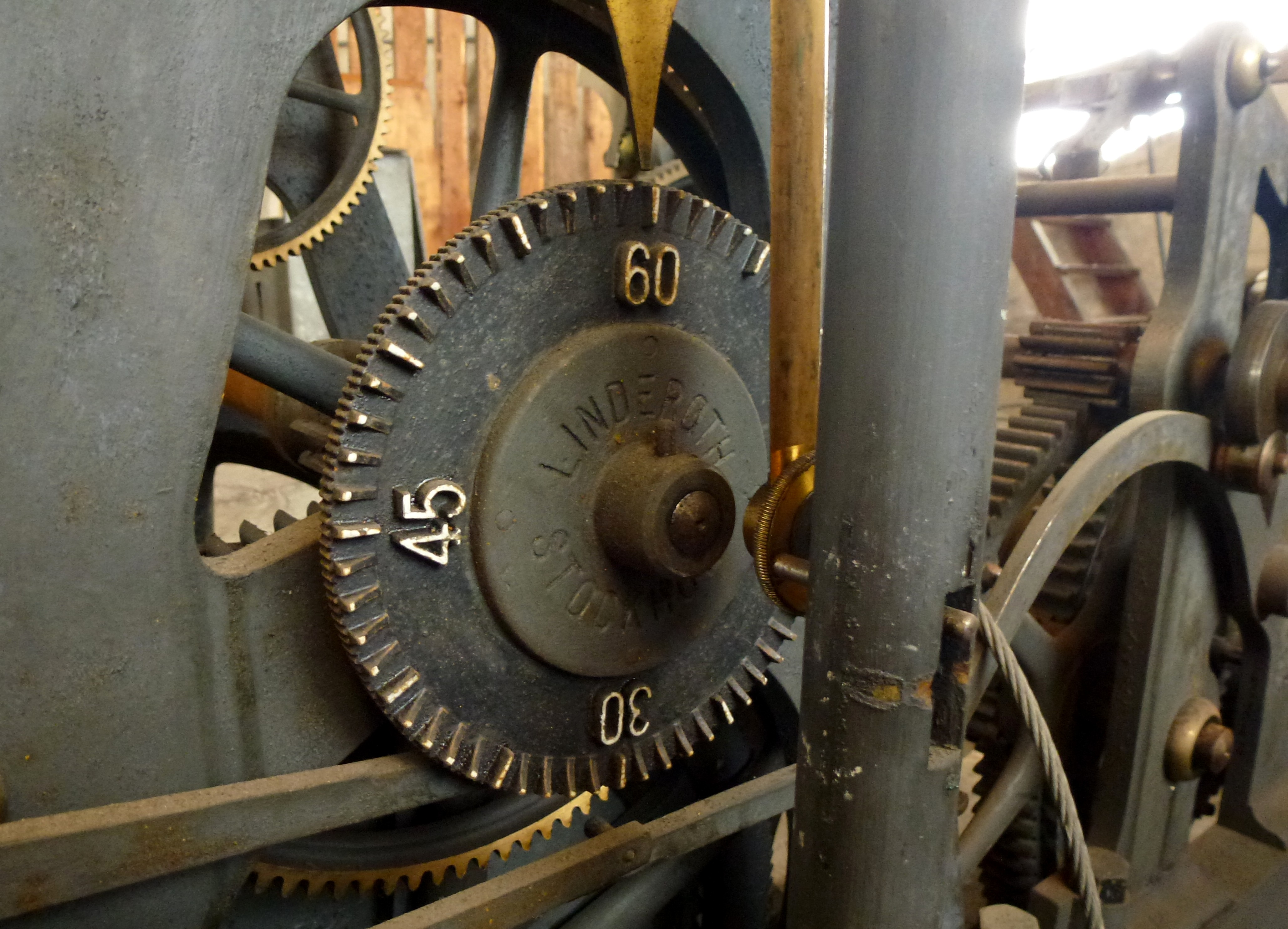
Linderoths verk, skivan för kvartsslag, detalj